# Собекурськ
Собекурськ (пол. Sobiekursk) — село в Польщі, у гміні Карчев Отвоцького повіту Мазовецького воєводства.
Населення — 336 осіб (2011).
У 1975-1998 роках село належало до Варшавського воєводства.

## Демографія
Демографічна структура станом на 31 березня 2011 року:
|          | Загалом | Допрацездатний вік | Працездатний вік | Постпрацездатний вік |
| -------- | ------- | ------------------ | ---------------- | -------------------- |
| Чоловіки | 162     | 35                 | 117              | 10                   |
| Жінки    | 174     | 42                 | 102              | 30                   |
| Разом    | 336     | 77                 | 219              | 40                   |